# パトリック・リーヒ
パトリック・ジョセフ・リーヒ（Patrick Joseph Leahy、発音: [ˈleɪhiː]（LAY-hee） 1940年3月31日- ）は、アメリカ合衆国の政治家、法律家。所属政党は民主党で、宗教的にはローマ・カトリックの信徒である。なお、姓についてはウィリアム・リーヒ海軍元帥と全く同姓であるが、その発音は「リーヒ」ではなく、上記の発音記号の通り「レイヒー」ないしは「レーヒー」の方がより本国での発音に近い。

## 上院での経歴
1974年以来、バーモント州より連邦上院議員に8期続けて選出されている。

### 委員会
上院では司法委員会に長く所属しており、1997年から2016年まで同委員会の委員長および筆頭理事を務めたが、2017年より同委員会の民主党会派のトップからは退き、代わって歳出委員会における筆頭理事（2021年より委員長）を兼ねる。

### 仮議長
2012年12月17日、ダニエル・イノウエ上院議員が死去したことで上院の最先任議員に繰り上がり、多数党最先任議員として上院仮議長の職を継承した。2015年に上院多数党が共和党となったことで一旦仮議長を退き、名誉仮議長となる。2021年1月3日からの第117議会では上院議員数が両会派同数で、上院議長たる副大統領が交代した1月20日に民主党が上院多数党となり、同日にリーヒが仮議長復帰。しかし両派拮抗する上院においてはリーヒの健康不安が問題視されたこともあり、同年11月15日、翌2022年の改選に出馬しない意向を表明した。

### その他
2001年秋の炭疽菌送付テロで標的とされた2名の民主党議員の一人となるが、リーヒ宛の封筒は郵便番号の誤記によりリーヒ事務所には配達されなかった。

## 生い立ち
リーヒはバーモント州モントピリアで印刷業を営むハワード・フランシス・リーヒとアルバ夫妻の間に生まれる。彼の祖父母は19世紀にアイルランドとイタリアから移住し、石切場で働いた。
1961年にセント・マイケルズ大学を卒業し政治学士の学位を取得、1964年にジョージタウン大学ローセンターで法務博士（JD）の学位を取得する。

## 参照
1. ↑  Voice of America pronunciation guide
2. ↑  当時の第112議会の上院先任順はen:List of United States senators in the 112th Congressを参照。
3. ↑  ちなみに、連邦上院議員の年齢順序においては第18位であった。
4. ↑  Sen. Patrick Leahy, who will preside over Trump impeachment trial, back home after hospital trip NBC News （2021年1月27日）2021年12月8日閲覧。
5. ↑  Sen. Patrick Leahy announces he won't run for re-election NBC News （2021年11月16日） 2021年12月8日閲覧。
6. ↑  “Senate's Leahy finds peace on his Vermont farm”. MSNBC.com. Associated Press. (2009年7月6日)